# Extravehicular Mobility Unit

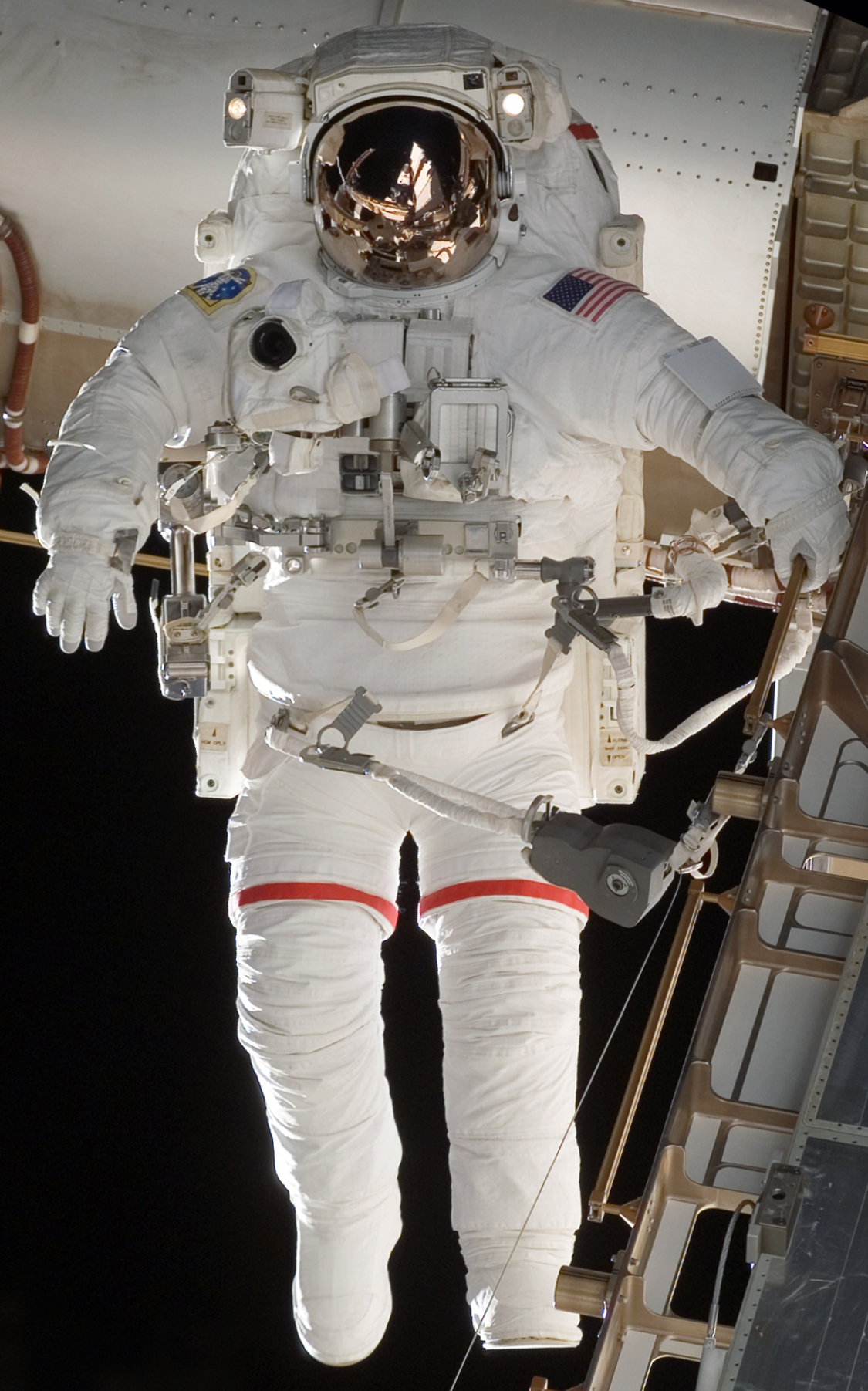
La version de la combinaison EMU utilisée pour les sorties extravéhiculaires depuis la Station spatiale internationale..

Pour les articles homonymes, voir EMU.
L'Extravehicular Mobility Unit (EMU) est une combinaison spatiale anthropomorphe qui équipe les astronautes des équipages de la Navette spatiale américaine (1981-2011) puis de la Station spatiale internationale (1999-) lors de leurs sorties dans l'espace. Elle est conçue pour fonctionner en apesanteur et protéger l'astronaute de l'environnement spatial hostile (températures extrêmes, absence d'atmosphère, rayonnement solaire, micrométéorites, radiation) tout en lui permettant de communiquer par radio, de se déplacer et mener à bien des tâches manuelles comme l'assemblage de la station spatiale. L'EMU succède à l'A7L qui était utilisée par les astronautes des missions Apollo à la surface de la Lune. L'EMU a été largement modifiée dans les années 1990 (version Enhanced Extravehicular Mobility Unit) pour répondre aux besoins soulevés par l'assemblage de la station spatiale (mobilité et préhension), traiter les problèmes rencontrés dans la version de base et faire face à la diversification du recrutement des astronautes (corpulence). À bord de la station spatiale elle est utilisée conjointement avec la combinaison russe Orlan. Elle doit être remplacée à terme par l'AxEMU développée pour le programme Artemis dont la première mission à la surface de la Lune est prévue vers 2028. Cette combinaison semi-rigide modulaire est composée principalement d'un sous-vêtement chargé de la régulation thermique, d'une combinaison étanche souple et isolante et d'un sac à dos contenant les équipements du système de support de vie (PLSS).

## Historique

### Conception et fabrication
Au début des années 1970 la NASA lance un appel d'offres pour le développement de la combinaison spatiale qui sera utilisée durant les sorties extravéhiculaires effectuées à partir de la Navette spatiale américaine. Les sociétés Hamilton Sundstrand et ILC Dover (une ancienne division de Playtex), qui se sont associées pour faire une proposition commune l'emportent sur  David Clark Company et Garrett AiResearch. Hamilton et ILC Dover avaient déjà fourni  la combinaison spatiale A7L utilisée par les astronautes américains pour marcher à la surface de la Lune (missions Apollo)  mais à l'époque elles étaient rivales et s'étaient partagé le marché : ILC Dover fournissait la combinaison spatiale en utilisant le sac à dos PLSS, le casque et les anneaux de verrouillage produits par Hamilton. Les parties rigides de l'EMU et ses accessoires (PLSS, casque, bonnet de communications, anneaux de verrouillage du casque et des gants) sont fabriqués par la division Hamilton Sundstrand de United Technologies à Windsor Locks dans le Connecticut, tandis que les composants souples de la combinaison (les bras et toute la partie inférieure) sont produits par ILC Dover (en) à Frederica dans le Delaware.
Durant la phase de recherche et de mise au point de l'EMU (de 1975 à 1980), une combinaison spatiale prend feu durant un test en blessant un technicien, ce qui nécessite de modifier la conception du ventilateur utilisé pour la régulation et la circulation. Les premiers exemplaires de la combinaison spatiale sont fournis en 1982. En tout 18 combinaisons seront fabriquées. La combinaison spatiale est testée en vol pour la première fois au cours de la mission STS-4 en juillet 1982 : les astronautes s'entraînent à enfiler puis à enlever la combinaison dans le sas de la navette. La première sortie extravéhiculaire depuis la navette spatiale est programmée au cours de la mission STS-5, mais elle doit être annulée à la suite d'un problème dans le circuit électrique du ventilateur chargé de la circulation d'air. La première sortie effective a finalement lieu au cours de la mission STS-6 (1983) : Story Musgrave et Donald H. Peterson se rendent dans la soute cargo de l'orbiteur et testent plusieurs techniques pour abaisser le berceau de lancement de l'étage supérieur à poudre utilisé pour lancer sur son orbite géostationnaire le satellite de télécommunications Tracking and Data Relay Satellite (TDRS-A).

### Utilisation depuis la Navette spatiale américaine
Quarante-et-une sorties extravéhiculaires utilisant l'EMU ont lieu à partir du sas de la navette  spatiale avant le début de l'assemblage de la Station spatiale internationale dont le premier module est lancé en novembre 1998. Parmi les sorties remarquables depuis la navette spatiale figurent celles réalisées durant les missions STS-41-B (première utilisation du Manned Maneuvering Unit), STS-41-C (réparation du satellite Solar Max Mission) et STS-51-A (récupération de deux satellites tombés en panne en orbite basse qui sont ramenés au sol). La  combinaison spatiale prouve surtout son utilité lors des missions d'entretien du télescope spatial Hubble : au cours de ces vols, deux paires d'astronautes effectuent des sorties, ce qui nécessite d'emporter quatre combinaisons spatiales avec leurs pièces de rechange.

### Utilisation depuis la Station spatiale internationale
Pour l'assemblage de la Station spatiale internationale, Hamilton Sundstrand et ILC Dover modifient les combinaisons spatiales EMU existantes  (version Enhanced Extravehicular Mobility Unit). Cette nouvelle version permet de laisser les EMU à bord de la Station spatiale durant deux ans et de les reconfigurer en orbite pour les adapter à la taille des membres de l'équipage. Elle dispose d'une batterie à capacité augmentée, d'un système de vol autonome Simplified Aid for EVA Rescue (SAFER), de caméras et de radios plus performantes et d'un nouveau système d'alerte. Une autre fonctionnalité apparue dans les combinaisons de la Station spatiale internationale est l'ajout d'une batterie électrique servant à alimenter des résistances chauffantes situées dans les gants et permettant de maintenir la température des mains des astronautes lorsqu'ils travaillent à l'ombre de la Terre.
L'EMU de la Station spatiale internationale tout comme la combinaison spatiale russe Orlan sont utilisées par les équipages de toutes les nationalités de la station spatiale. Celle-ci dispose en permanence au minimum de deux EMU qui sont stockées dans le module Quest, où se situe le sas, plus deux autres stockées dans d'autres modules.

## Spécifications générales

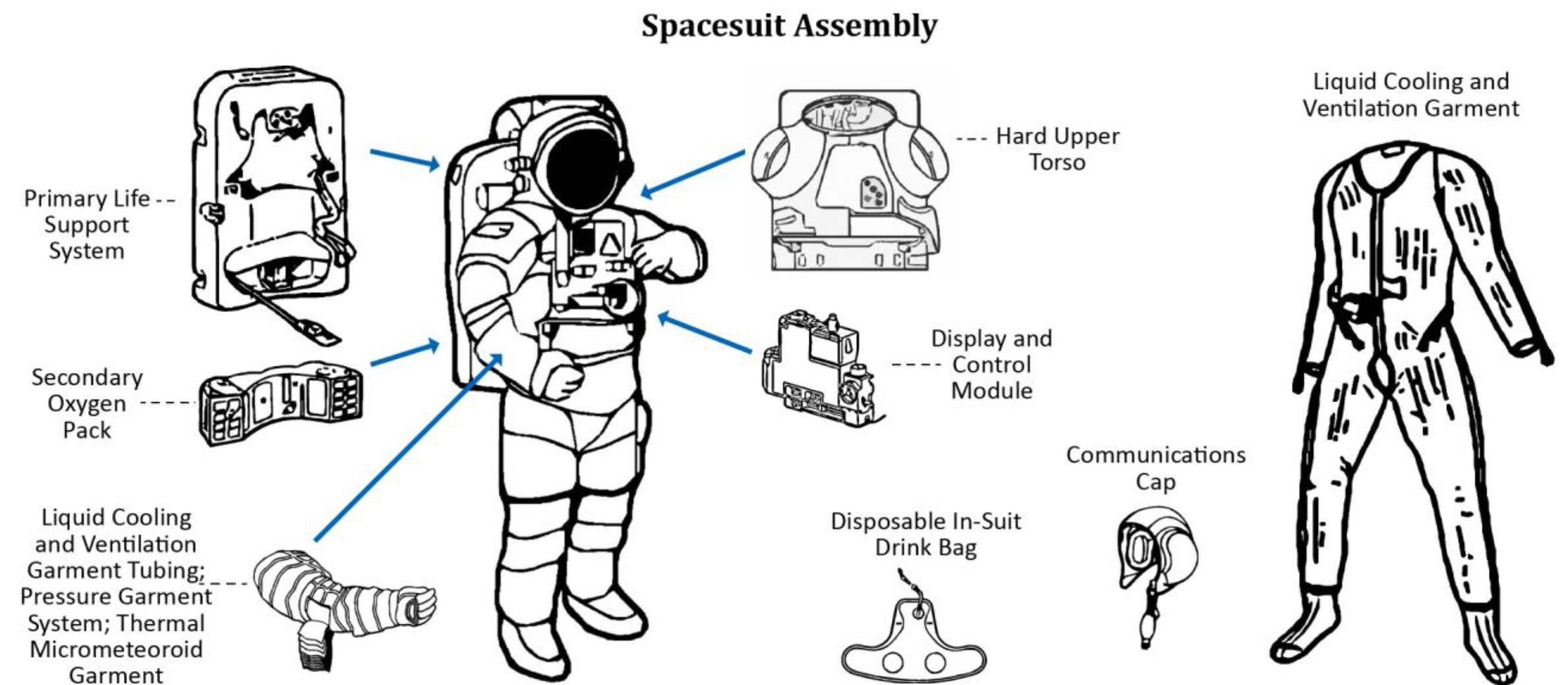
Composants de la combinaison spatiale EMU.

| Caractéristique                                                                                          | Version de base                               | Version améliorée |
| --- | --------------------------------------------- | --- |
| Fabricants                                                                                               | Hamilton Sundstrand et ILC Dover              | Hamilton Sundstrand et ILC Dover |
| Début du développement                                                                                   | 1974-1981                                     | 1990-1998 |
| Utilisation opérationnelle                                                                               | 1983 (STS-16) - 2002¹ (STS-101)               | 1998 - 2030 ? |
| Durée sortie extravéhiculaire                                                                            | 8 h. (nominal) ; Réserve secours : 30 minutes | 8 h. (nominal) ; Réserve secours : 30 minutes |
| Masse | 115 kg dont 65,8 kg pour le PLSS              | version navette spatiale : 124,7 kg dont 69 kg pour le PLSS version station spatiale : 140 kg dont 85 kg pour le PLSS version station spatiale avec le SAFER : 170 kg |
| Pression partielle                                                                                       | 0,3 atmosphère                                | 0,3 atmosphère |
| Dimension minimale écoutille (contrainte)                                                                | 508x 702 mm                                   | 559 x 762 mm |
| Nbre fabriqué                                                                                            | Combinaison pressurisée : 52 ; PLSS : 17      | Combinaison pressurisée : 44 ; PLSS : 1¹ |
| ¹ Les PLSS de la version de base ont été modifiés pour être utilisés avec la version améliorée de l'EMU. |                                               | |

## Composants de la combinaison
L'astronaute doit enfiler successivement trois sous-vêtements dont le rôle principal est de maintenir la température corporelle et de fournir un environnement confortable à l'astronaute :
- Un caleçon absorbant MAG, (Maximum Absorbency Garment) utilisé aussi bien par les femmes que par les hommes et destiné à collecter urine et fèces sans que ceux-ci se dispersent dans la combinaison spatiale. Cet équipement a pris sa forme définitive en 1988 (auparavant les hommes utilisaient une couche culotte et les femmes le caleçon DACT (Disposable Absorption Containment Trunk). Le MAG comporte plusieurs couches de tissu superposées avec une couche interne contenant du Polyacrylate de sodium qui présente la propriété d'absorber les liquides à hauteur de 200 à 300 fois sa masse. Contrairement à la combinaison spatiale utilisée par les missions Apollo, l'EMU ne comprend pas de dispositif de récupération d'urine.
- Un sous-vêtement  optionnel de régulation thermique TCU  (Thermal Control Undergarment).
- Un sous-vêtement destiné à réguler la température LCVG (Liquid Cooling and Ventilation Garment), qui comprend un réseau de tubes dans lequel circule de l'eau liquide fraîche destinée à maintenir une température adéquate ainsi que des tubes de ventilation pour évacuer les gaz rejetés par la respiration et le corps (oxygène, dioxyde de carbone, vapeur d'eau, traces d'autres éléments)[5].

La partie pressurisée qui s'enfile par-dessus les sous-vêtements a pour fonction de maintenir une enveloppe contenant un environnement respirable, de limiter les échanges thermiques avec l'extérieur, de protéger les astronautes des impacts des micrométéorites et de filtrer les rayonnements dangereux (rayonnement solaire, ultraviolet, infrarouge). Elle  comprend :
- le haut du torse rigide HUT (Hard Upper Torso) est la pièce centrale de la partie pressurisée combinaison spatiale. Elle est constituée d'une structure rigide  en fibre de verre qui recouvre le haut du torse et sert de point d'attache à toutes les autres parties du revêtement pressurisé - bas du torse, bras, casque - ainsi que de points de fixation et d'interface avec le sac à dos PLSS et le module DCM permettant à l'astronaute de contrôler le fonctionnement de sa combinaison spatiale[6].
- le bas du torse  LTA, (Lower Torso Assembly) recouvre toute la partie inférieure du corps. Il comprend le joint assurant la jonction étanche avec le haut du torse (BSC, Body Seal Closure), le soutien de la taille, la culotte, les jambes et les bottes[7].
- les protections pour les bras couvrent la partie du corps comprise entre le haut du torse jusqu'au poignet[8].
- les gants[9].
- le casque  de type « bulle » qui recouvre la tête. Ses caractéristiques sont similaires à celles du casque utilisé durant les missions Apollo[10].

Plusieurs composants externes sont accouplés à la partie pressurisée sans participer à l'étanchéité de celle-ci. Ils abritent les équipements indispensables pour que la combinaison puisse fonctionner :
- le sac à dos PLSS (Primary Life Support System)  comprend principalement le système de support de vie (réservoirs d'oxygène, régulateur de la pression en oxygène, eau, système de régulation thermique, filtres à dioxyde de carbone et à vapeur d'eau) , les batteries et la radio[11].
- le boitier de contrôle DCM (Display and Controls Module) permet à l'astronaute de contrôler le fonctionnement de sa combinaison spatiale et d'accéder à différents réglages (volume et réglage radio, contrôle de la pression d'oxygène, réglage de la température, purge du circuit de ventilation, réglage intensité des projecteurs,...)[12].
- L'EVVA (Extravehicular Visor Assembly) recouvre le casque en le protégeant des impacts et assure une protection thermique et visuelle de la tête[13].
- La poche à eau  DIDB (Disposable In-Suit Drink Bag) permet à l'astronaute de boire à l'intérieur de la combinaison spatiale[14].

Les combinaisons sont blanches afin de réfléchir la chaleur et pour pouvoir ressortir dans le noir spatial. Les bandes rouges permettent de distinguer les astronautes lors des sorties conjointes, comme l'exige le règlement.

### Sous-vêtement de régulation thermique LCVG

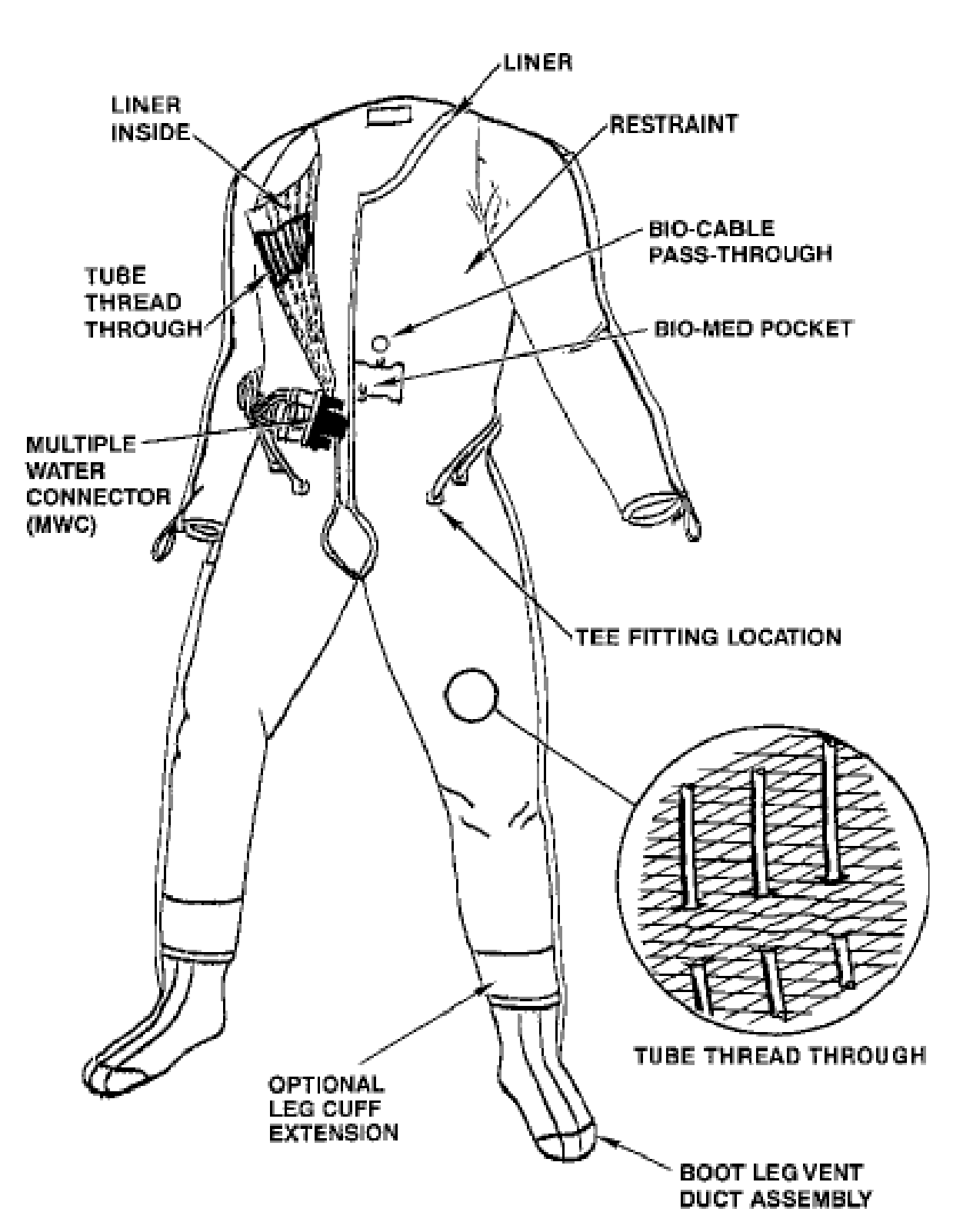
Schéma du sous-vêtement LCVG.

Le sous-vêtement LCVG (Liquid Cooling and Ventilation Garment) a pour fonction d'une part de maintenir une température corporelle confortable via un réseau de tubes dans lesquels circule de l'eau maintenu à une température adéquate et d'autre part d'évacuer les gaz produits principalement par la respiration (dioxyde de carbone) via un deuxième réseau de tubes. Il comprend un sous-vêtement constitué de deux couches. La couche externe élastique et compressive en nylon/élasthanne plaque le vêtement contre le corps. Il est entrelacé avec un réseau de tubes souples et transparents de 3 millimètres de diamètre en éthylène-acétate de vinyle dans lequel circule l'eau. La couche interne en nylon/tricot, qui est au contact direct avec la peau et relativement lâche pour permettre les mouvements, facilite l'enfilage du sous-vêtement et contribue au confort de l'astronaute. La couche externe comporte des renforts en téflon au niveau des bras et des jambes pour limiter l'abrasion. Un petit boitier, où aboutissent les câbles provenant des capteurs bio-médicaux mesurant le rythme cardiaque, ..., est fixé au niveau du ventre. Un deuxième réseau de tubulures, fixé à l'extérieur du sous-vêtement, collecte les gaz rejetés (dioxyde de carbone, oxygène, vapeur d'eau, autre gaz à l'état de trace) grâce à des prises situées à l'extrémité des bras et des jambes. Ces gaz comme le liquide de refroidissement sont envoyés pour être retraités au PLSS via une connexion sur le composant HUT (Haut de torse rigide).

### Partie supérieure de la combinaison pressurisée HUT
Le haut du torse rigide  HUT (Hard Upper Torso) est la pièce centrale de la partie pressurisée de la combinaison spatiale. D'une part tous les autres éléments formant la partie pressurisée (hormis les gants sont directement fixés au HUT : casque, bras, partie inférieure (LTA). D'autre part le sac à dos PLSS et le module DCM permettant à l'astronaute de contrôler le fonctionnement de sa combinaison spatiale sont fixés et interfacés avec le HUT. Enfin les deux circuits (eau et gaz rejetés) situés dans le sous-vêtement de régulation thermique LCVG passe par le HUT pour rejoindre le PLSS. Le principal composant du HUT est la structure rigide en fibre de verre HTS  qui recouvre le haut du torse. De manière optionnelle elle comporte à l'intérieur un harnais qui permet de répartir le poids de la combinaison spatiale sur les épaules et de stabiliser l'astronaute dans celle-ci et qui comporte des bretelles de réglage.

### Partie inférieure de la combinaison pressurisée LTA
La partie inférieure de la combinaison pressurisée LTA (Lower Torso Assembly) comprend le joint assurant la jonction étanche avec le haut du torse (BSC, Body Seal Closure), le soutien de la taille, la culotte, les jambes et les bottes.

### Bras de la combinaison pressurisée
La partie recouvrant les bras de la combinaison pressurisée .

### Gants
Les gants dans leur dernière version (phase 6) sont personnalisés. Ils contiennent une couche .

### Boitier DCM

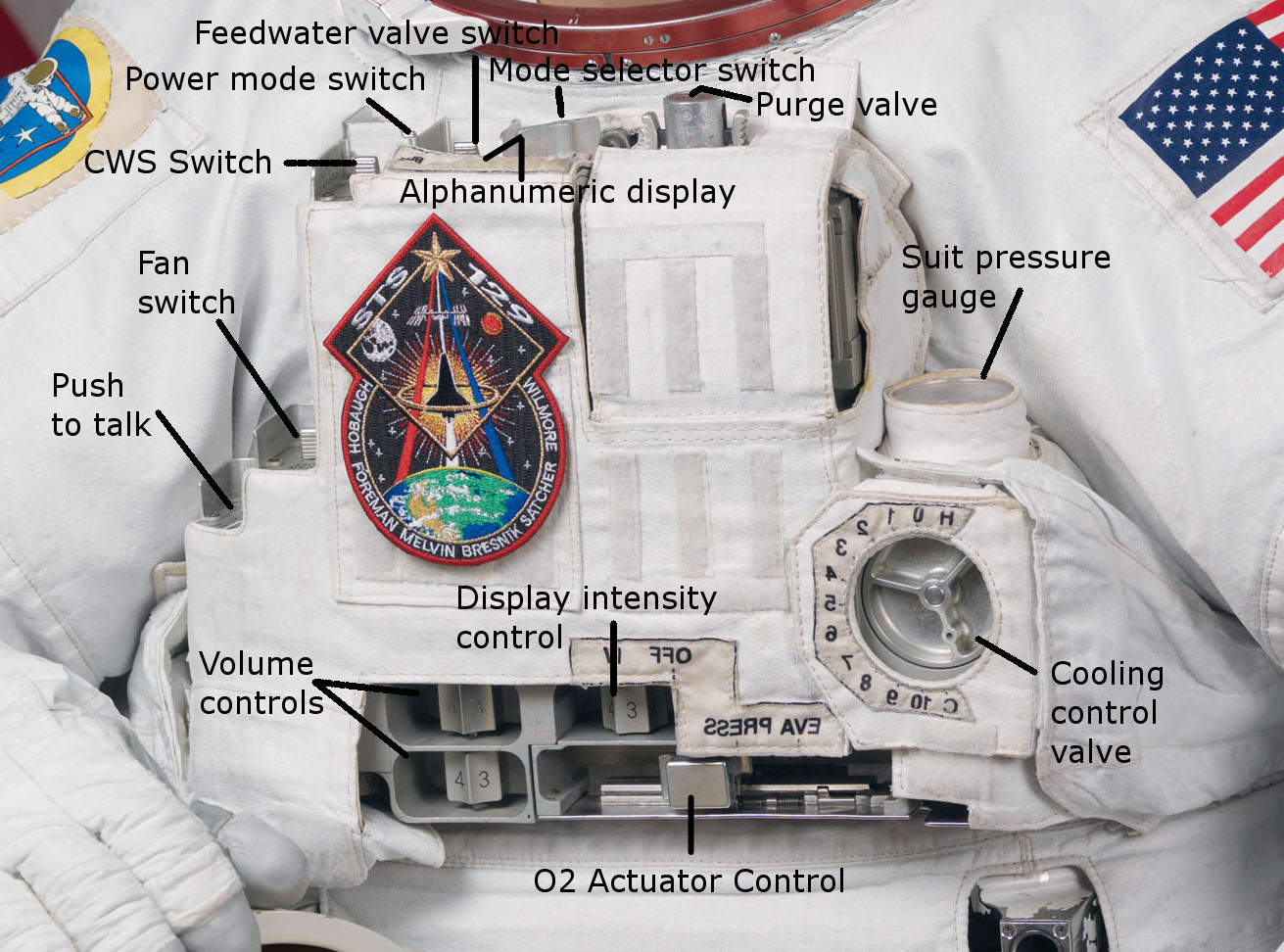
Le module d'affichage et de contrôle (DCM, Display and Control Module) de l'EMU.

Le module de contrôle et d'affichage DCM (Display and Controls Module) est un boitier de forme approximativement rectangulaire qui permet à l'astronaute de contrôler le fonctionnement de sa combinaison spatiale et d'accéder à différents réglages. Il est fixé par des pattes à l'élément de la combinaison spatiale recouvrant le haut du torse (HUT) et les circuits d'oxygène et de régulation thermique (eau) transitent également par ce boitier. L'astronaute peut, :
- visualiser sur un cadran la pression d'oxygène dans son scaphandre et modifier sur celle-ci via un bouton à quatre positions (la pression est normalement 0,28 à 0,31 bars mais en cas d'urgence 0,23 à 0,25 bars)
- modifier la température de l'eau du circuit de refroidissement en agissant sur la proportion du liquide traversant par le sublimateur (situé dans le PLSS et chargé de refroidir l'eau)
- ouvrir la valve permettant de dépressuriser la combinaison spatiale (fin de sortie) ou en situation d'urgence (panne de ventilateur) évacuer la chaleur et l'humidité vers l'extérieur du circuit d'évacuation des gaz (fonctionnement en circuit ouvert).
- contrôler le volume du son de la radio, choisir le mode d'écoute (canal radio ouvert en permanence ou non) et  actionner le bouton permettant de prendre la parole.
- modifier l'intensité lumineuse des projecteurs.
- mettre en marche un ventilateur.
- visualiser sur un afficheur à cristaux liquides des codes fournissant des informations sur le fonctionnement des différents circuits de la combinaison spatiale.

### Casque

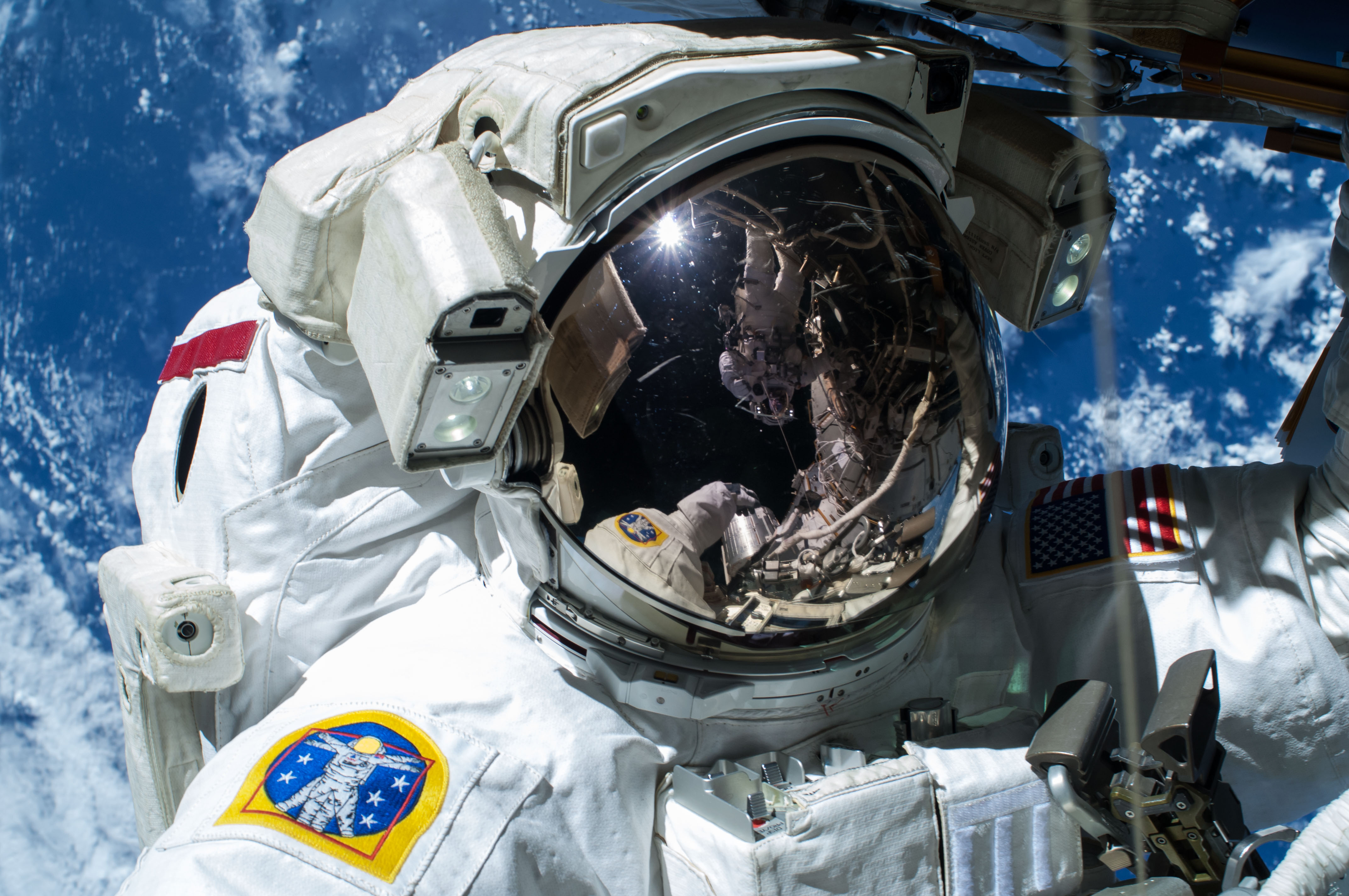
Gros plan sur le casque porté par Barry Wilmore durant une sortie extravéhiculaire depuis la Station spatiale internationale. L'EVVA est surmonté de projecteurs et caméras et les paresoleils dont on aperçoit les onglets ne sont pas déployés.

Le casque  de type « bulle » est similaire à celui utilisé durant les missions Apollo. Il est constitué d'une bulle en polycarbonate qui est fixée au torse rigide de la combinaison spatiale (HUT) par une connexion rapide. Celle-ci peut être mise en œuvre par l'astronaute tout seul. Un dispositif ((Vent Pad) redirige le flux d'oxygène amené par une ouverture dans le HUT vers la face avant du casque. Celui-ci comprend également un robinet secondaire de purge de la combinaison spatiale. Le casque comporte sur la face avant dans sa partie inférieure une lentille de Fresnel qui permet aux astronautes porteurs de lunettes de mieux visualiser les boutons et affichages du module DCM fixé sur son torse (le DCM permet de contrôler le fonctionnement de la combinaison spatiale). Également à la base du casque se trouve de manière optionnelle une éponge que l'astronaute peut utiliser pour réaliser la manœuvre de Valsalva qui lui permet d'égaliser la pression dans ses oreilles.

### Sur-casque EVVA

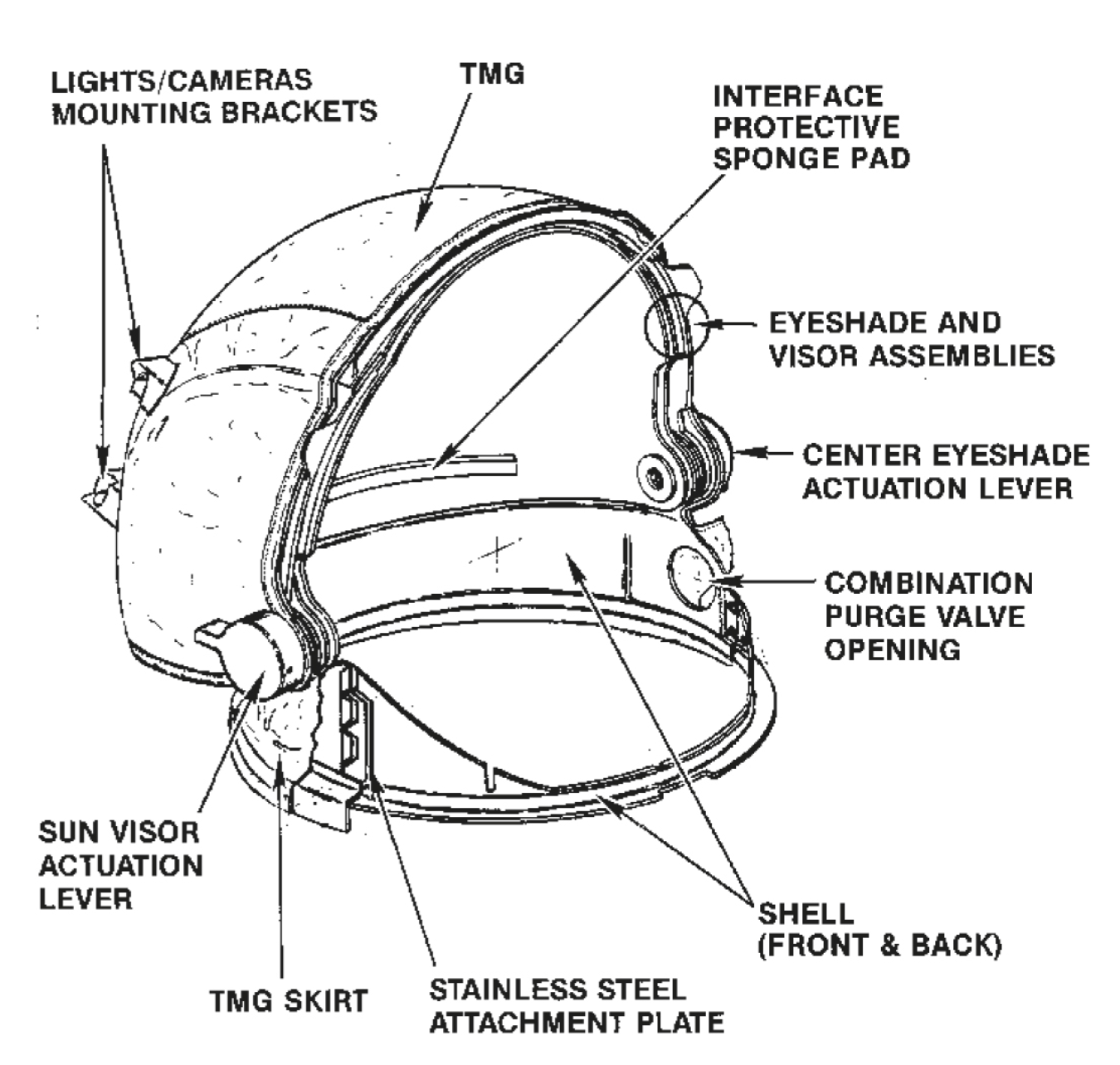
Schéma du sur-casque avec tous les pare-soleils et visières en position rentrée.

L'EVVA (Extravehicular Visor Assembly) recouvre le casque en le protégeant des impacts et assure une protection thermique et visuelle. Il comprend une coque recouvrant le dessus et l'arrière de la tête de l'astronaute, sur laquelle sont fixés tous les autres composants. Cette coque est solidarisée avec la base du casque par un collier serré au montage à l'aide d'un petit levier. Elle est composée d'une structure interne en fibre de verre recouvert d'une couche externe en polycarbonate. Deux fixations, situées de chaque côté de cette coque, permettent l'ajout de caméras et de projecteurs. Un orifice, situé à la base et sur le côté, permet de purger la combinaison spatiale lors du déshabillage. Le dessus de la coque est recouvert d'un revêtement de protection thermique TMG. Deux pare-soleils et une visière, situés au repos en position relevée à l'intérieur de cette coque, peuvent être abaissés séparément ou conjointement sur la face avant du casque pour apporter une protection contre le rayonnement solaire, les impacts et rayures et pour réduire les échanges thermiques. Le réglage de la position des pare-soleils est réalisé par l'astronaute à l'aide de molettes situées de part et d'autre de la coque. Le pare-soleil interne (Protective Visor), qui est abaissé complètement lorsqu'il est utilisé, est en polycarbonate. Une mince couche externe le protège des rayures tandis que un revêtement interne intercepte le rayonnement solaire et réfléchit à l'intérieur de la combinaison les émissions thermiques corporelles. Le pare-soleil intermédiaire (Sun visor), qui peut être abaissé partiellement ou totalement, est également recouvert de revêtements externe anti-abrasion et interne (protection visuelle et thermique). Enfin la visière centrale (Center Eyeshade) est une structure opaque en fibre de verre, coulissant dans deux rainures de la coque. Elle est abaissée jusqu'à mi-hauteur sur le devant du casque à l'aide d'un onglet. Deux petites visières latérales peuvent être également déployées de part et d'autre de la face également à l'aide d'onglets.

## Sac à dos PLSS et PGS

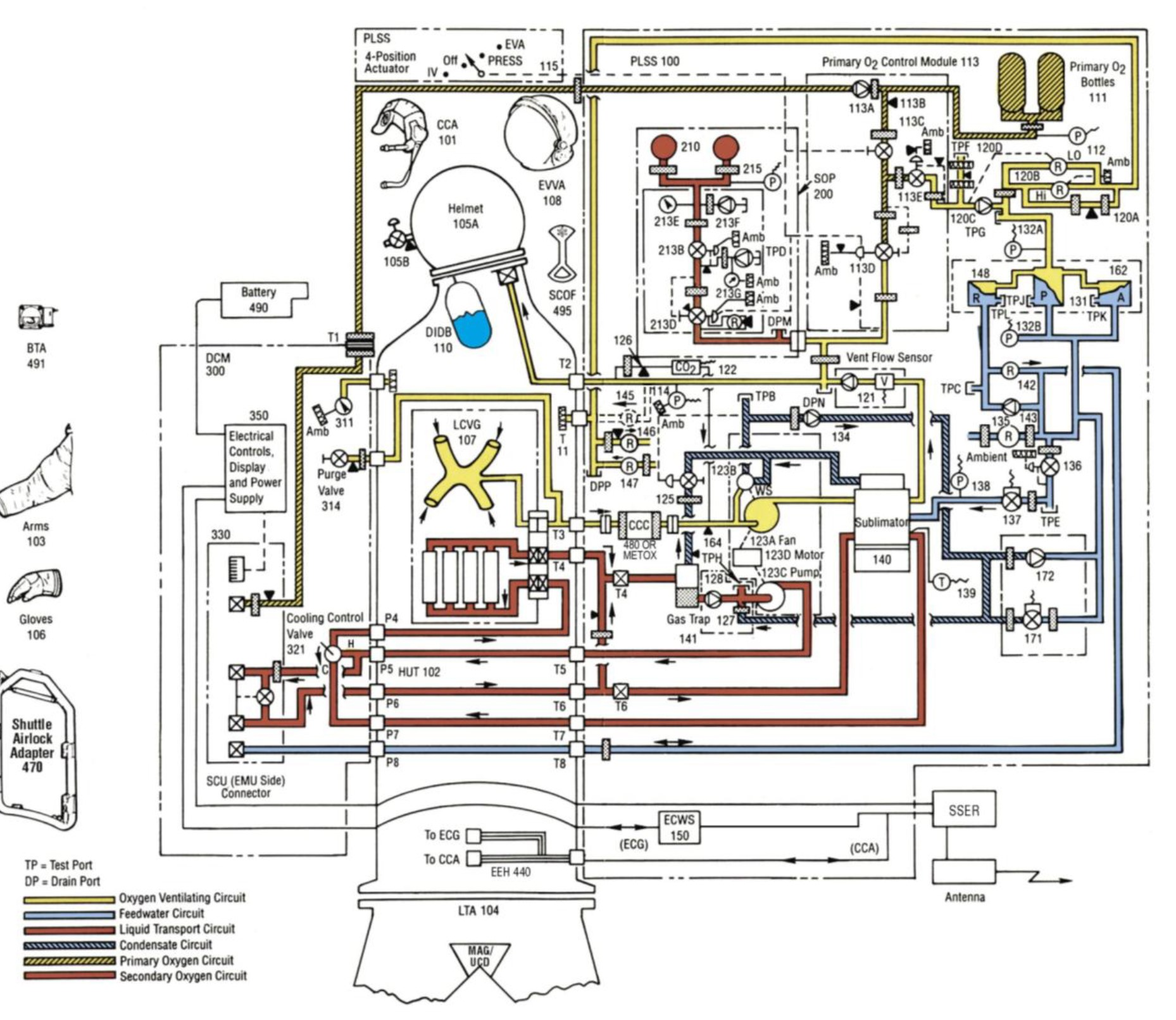
Schéma des circuits du PLSS.

Le "sac à dos" PLSS (Primary Life Support System) fournit les différentes fonctions permettant de maintenir l'astronaute en vie durant la sortie extravéhiculaire en maintenant la température de son corps, fournissant l'oxygène qu'il respire, filtrant le dioxyde de carbone et la vapeur d'eau expirés. Par ailleurs il contient l'équipement radio.
Le PLSS contient deux réservoirs d'oxygène sous pression. La pression en sortie est abaissée à la valeur souhaitée puis l'oxygène est amené via une canalisation qui passe par le torse (HUT) jusqu'au casque de l'astronaute où il est diffusé devant son visage. Il s'agit, en mode de fonctionnement normal, d'un circuit fermé. Les gaz produits lorsque l'astronaute expire et ceux découlant de son métabolisme (vapeur d'eau/sueur) sont collectés via des prises situées aux extrémités des membres (au niveau des poignets et des chevilles) puis redirigés par un circuit fixé au sous-vêtement de régulation thermique vers une connexion dans le HUT jusque dans le PLSS pour y être recyclés. Dans ce dernier des filtres (consommable) éliminent le dioxyde de carbone et suppriment les odeurs et  la poussière. Ensuite un ventilateur pousse le gaz épuré vers un sublimateur où il est refroidi à 14°C ce qui condense la vapeur d'eau. Le gaz et l'eau résultante passent ensuite dans un séparateur qui supprime l'eau en la renvoyant dans le circuit de régulation thermique. Le gaz, qui est désormais constitué presque uniquement d'oxygène, est renvoyé dans la combinaison spatiale.
Le métabolisme de l'astronaute dégage chaque heure de 200 à 800 Watts de chaleur (en fonction de son activité). La combinaison spatiale étant très bien isolée sur le plan thermique, malgré les températures très basses de l'espace dans les zones à l'ombre du Soleil (durant une moitié de l'orbite terrestre de la Station spatiale internationale, le Soleil est éclipsé par la Terre), il n'est jamais nécessaire de réchauffer la combinaison sauf au niveau des mains. Au contraire il faut évacuer en permanence la chaleur produite par le métabolisme pour éviter que la température n'atteigne des valeurs insuportables. Cette fonction est assurée par l'eau circulant dans le réseau de tubes souples très fins insérés dans le sous-vêtement de régulation thermique LCVG. L'eau, qui a été réchauffée, est dirigée via le torse rigide vers le PLSS où elle est à la fois filtrée et refroidie. Dans le PLSS l'eau est aiguillée dans un rapport variable controlé par une valve vers deux circuits distincts : dans un de ces deux circuits l'eau passe par un sublimateur qui abaisse sa température. L'eau en provenance des deux circuits est alors mélangée et réinjectée dans la combinaison spatiale. Pour obtenir la température adéquate, l'astronaute peut agir sur la proportion d'eau passant par le sublimateur via un bouton agissant sur la valve. Il existe deux autres dispositifs importants : la pompe placée sur ce circuit qui est chargée de faire circuler l'eau et un séparateur qui supprime les bulles de gaz qui pourrait empêcher la pompe de fonctionner.

PLSS
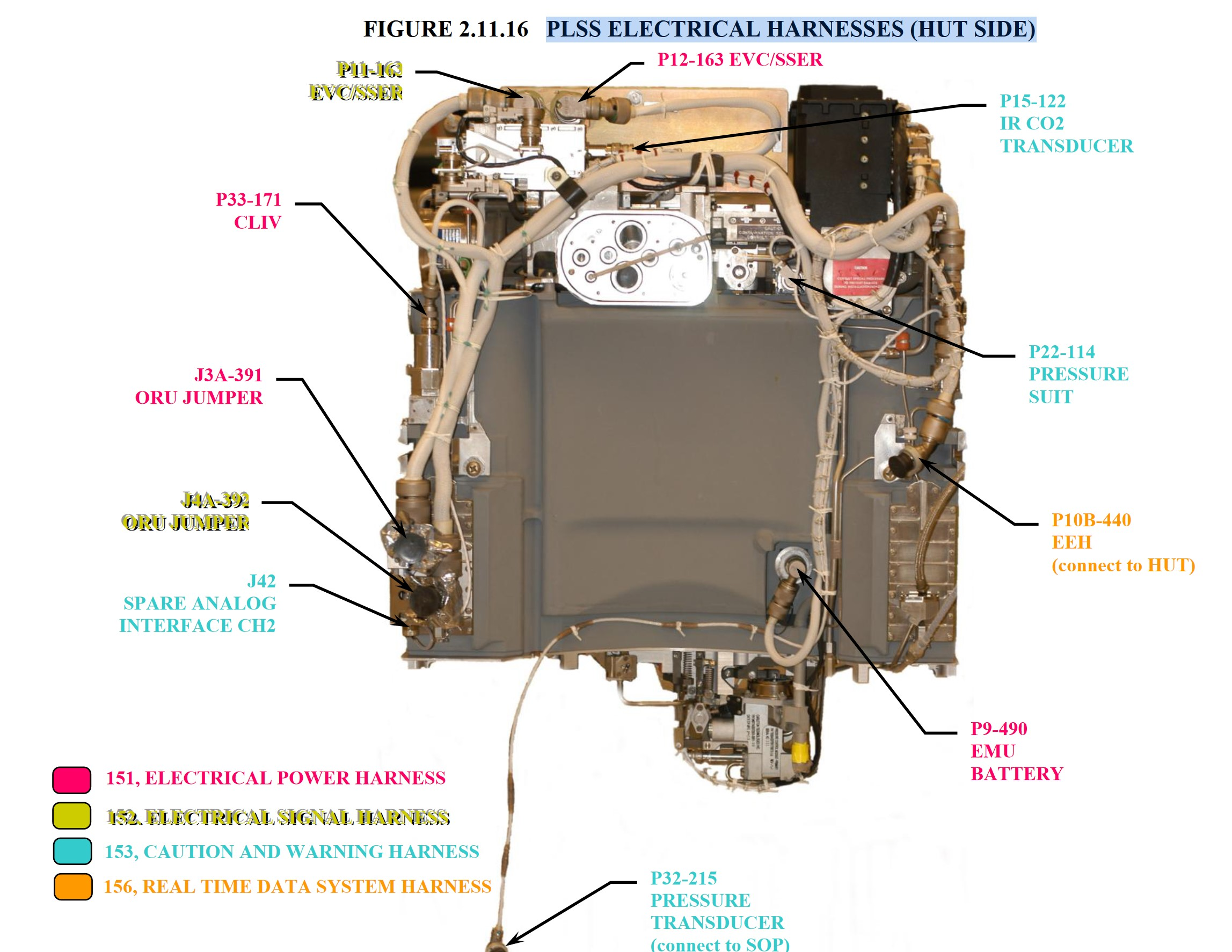
Vue avant (coté combinaison spatiale) du PSS sans son revêtement thermique.
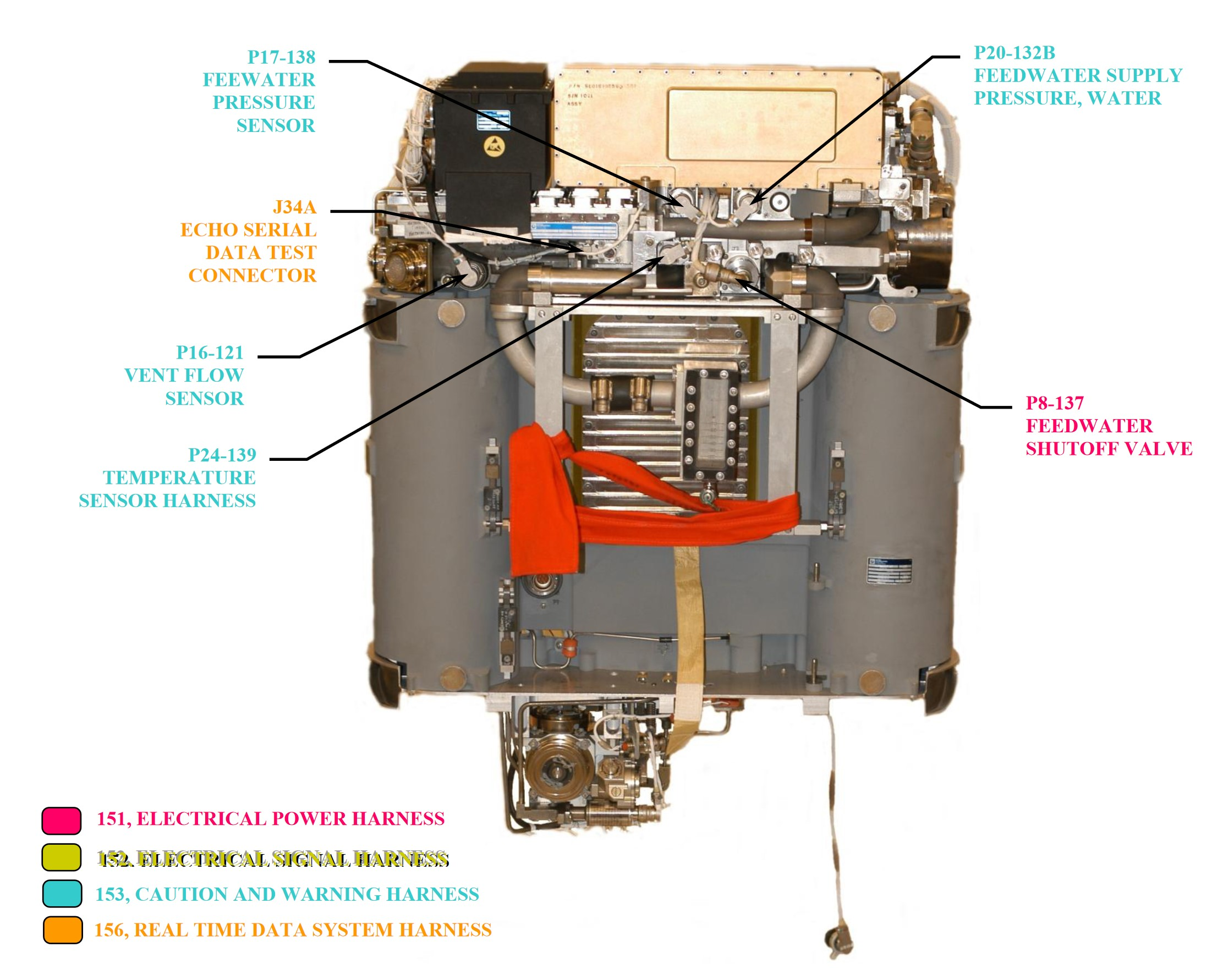
Vue arrière du PLSS sans son revêtement thermique.

## Mise en œuvre  à bord de la Station spatiale internationale

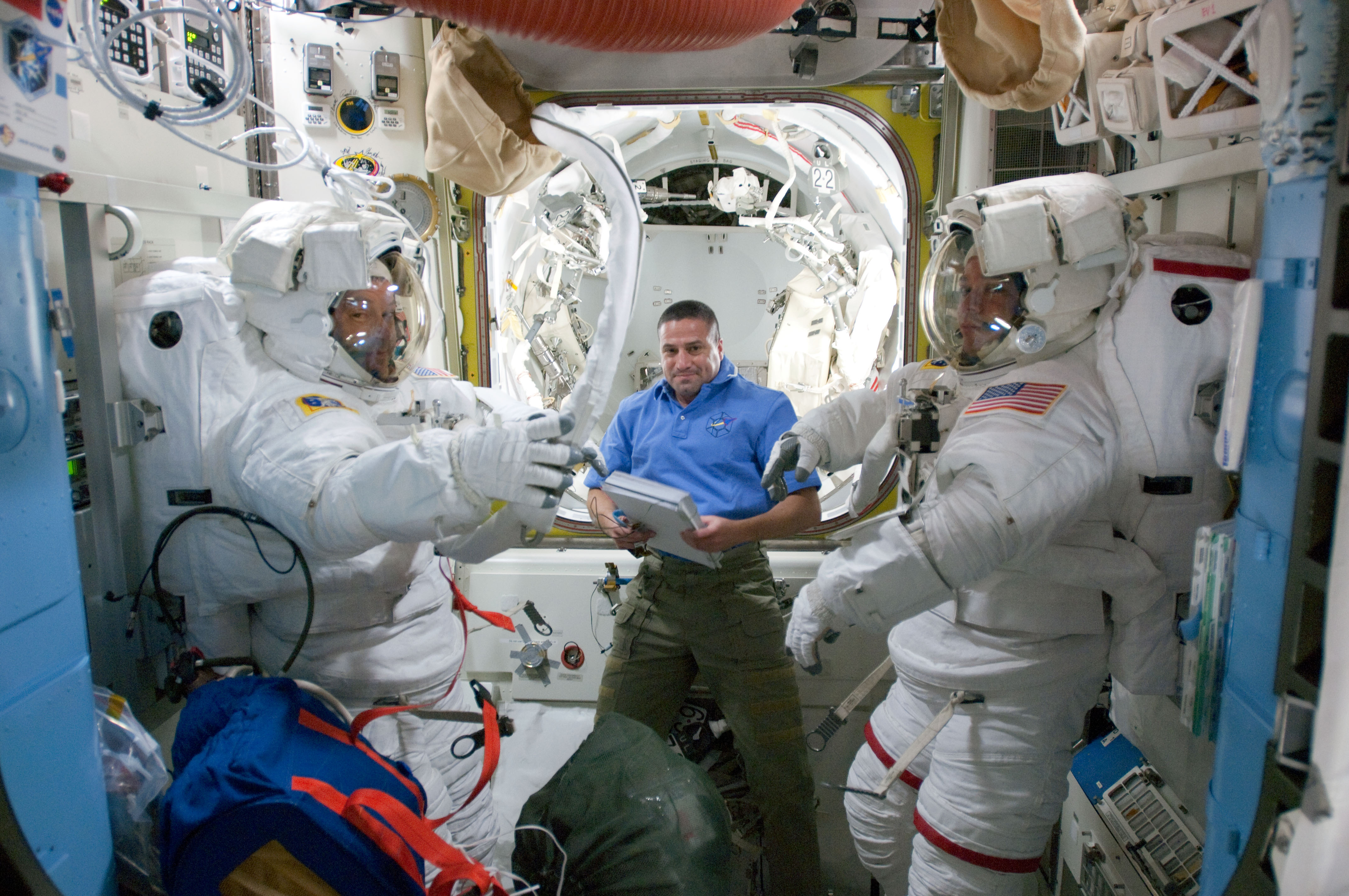
Deux astronautes équipés de leur combinaison spatiale EMU dans le module Quest de la Station spatiale internationale peu avant leur sortie.

Pour prévenir un accident de décompression qui pourrait être provoqué par le changement de la composition de l'atmosphère entre la Station spatiale internationale - composition  et pression similaires à celle à la surface de la Terre - et la combinaison spatiale - (atmosphère composée uniquement d'oxygène  avec une pression égale au tiers de celle de la Terre au niveau de la surface - l'astronaute doit expulser l'azote excédentaire de son sang. Pour ce faire il séjourne dans une atmosphère d'oxygène sous pression réduite durant environ quatre heures. Pour les sorties à partir de la Navette spatiale américaine, la pression de la cabine est réduite de 100 kPa à 70 kPa pendant 24 heures puis l'astronaute doit respirer pendant 45 minutes de l'oxygène pur avant d'entamer sa sortie extravéhiculaire.
Les deux astronautes (pour des raisons de sécurité, les astronautes effectuent toujours leur sortie par paire), enfilent leur combinaison spatiale dans le module Quest dédié à cette tache qui est composé deux compartiments : un local dans lequel les combinaisons spatiales sont stockées et dans lequel ils enfilent leur combinaison et le sas proprement dit auquel accède de l'intérieur et de l'extérieur par deux écoutilles. Avant de se glisser dans le vêtement pressurisé, l'astronaute doit enfiler plusieurs sous-vêtements chacun jouant un rôle spécifique. L'astronaute enfile d'abord le sous-vêtement absorbant (MAG). Il enfile par-dessus le vêtement de régulation thermique LCVG. Il enfile ensuite le bas de combinaison, de la même façon qu'un pompier enfile ses pantalons et ses bottes de tenue de protection contre le feu. Il flotte jusqu'au sas et enfile le haut de combinaison. Il connecte le cordon ombilical du LCVG au HUT et verrouille ensemble les deux parties de la combinaison à l'aide du joint de fermeture. Il actionne l'interrupteur de la combinaison et procède aux vérifications. Il enfile alors un casque en tissu « Snoopy »  brun et blanc en tissu incorporant les écouteurs et un microphone et dont la conception remonte au programme Apollo. Il est utilisé  pour les communications radio  à la fois avec les membres d'équipage dans la navette et les contrôleurs au sol à Houston. Il fixe alors le casque et les gants et pressurise la combinaison. Le régulateur et les ventilateurs de la combinaison s'activent lorsque les cordons de service sont retirés et que la combinaison atteint une pression interne de 30 kPa.

Le sas de la Station spatiale internationale
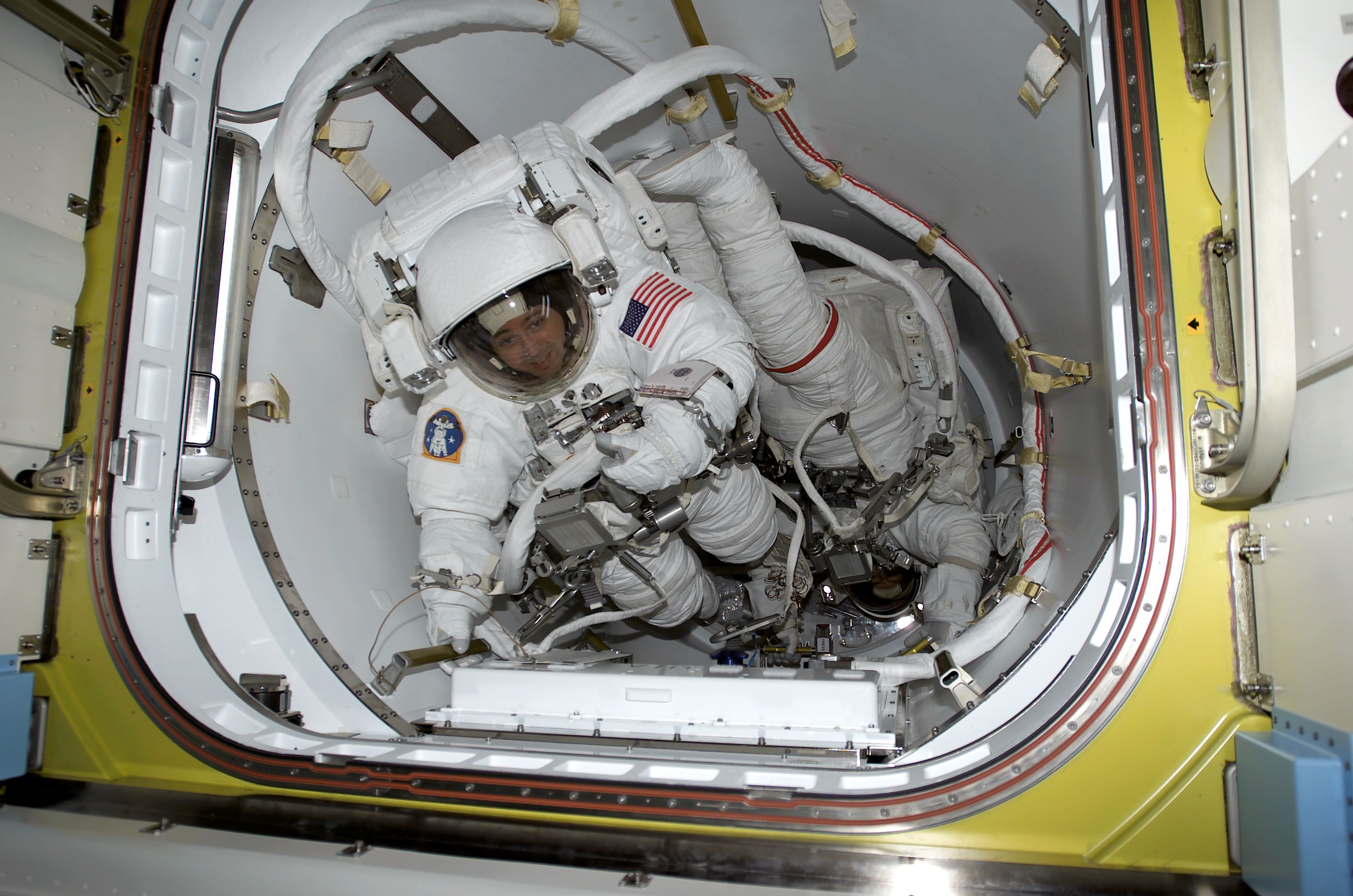
Le sas, ici avec son écoutille intérieure encore ouverte, permet d'accueillir deux astronautes équipés de leur combinaison spatiale EMU.
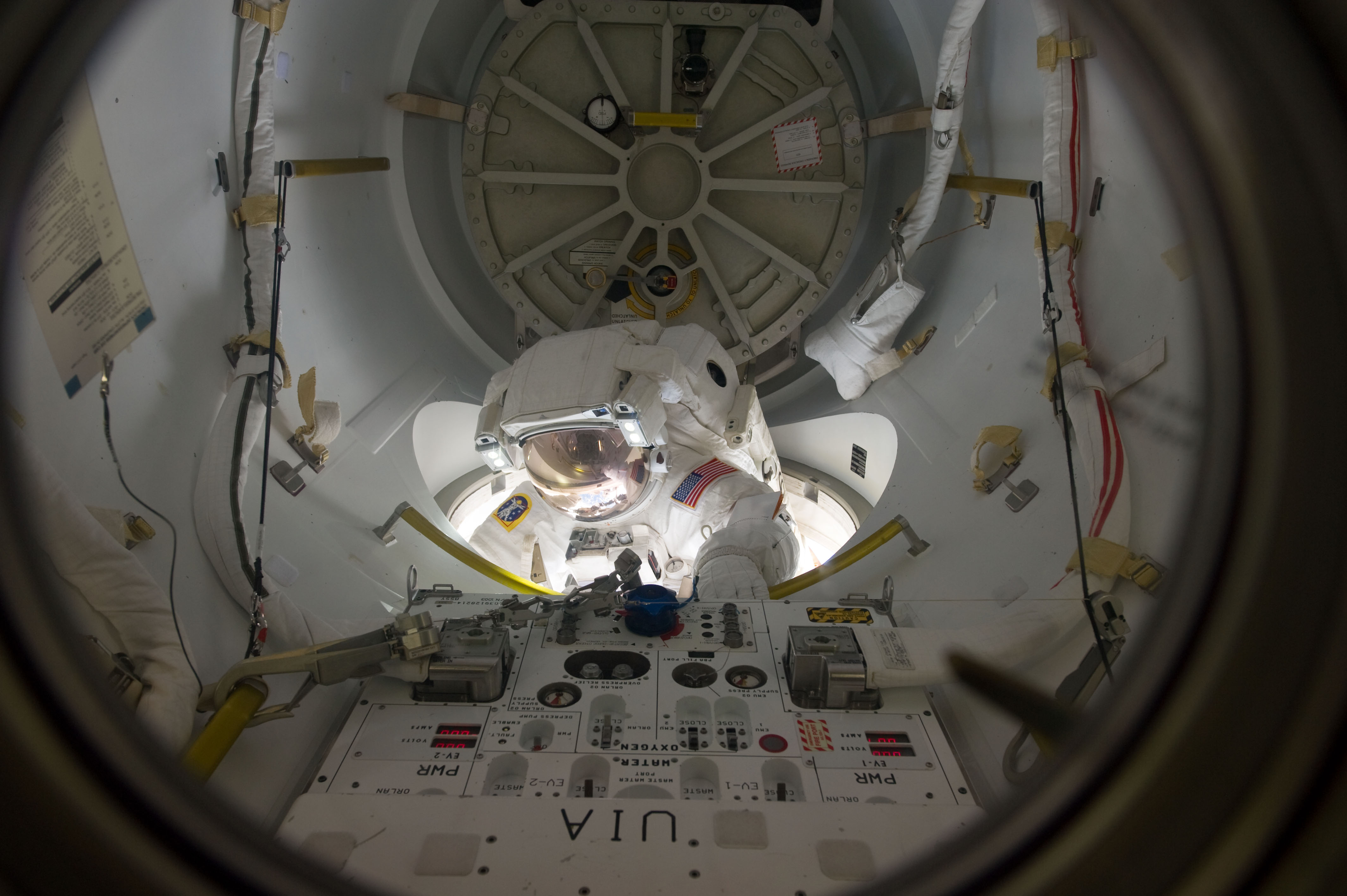
Alvin Drew entame une sortie extravéhiculaire en quittant le sas par son écoutille extérieure.
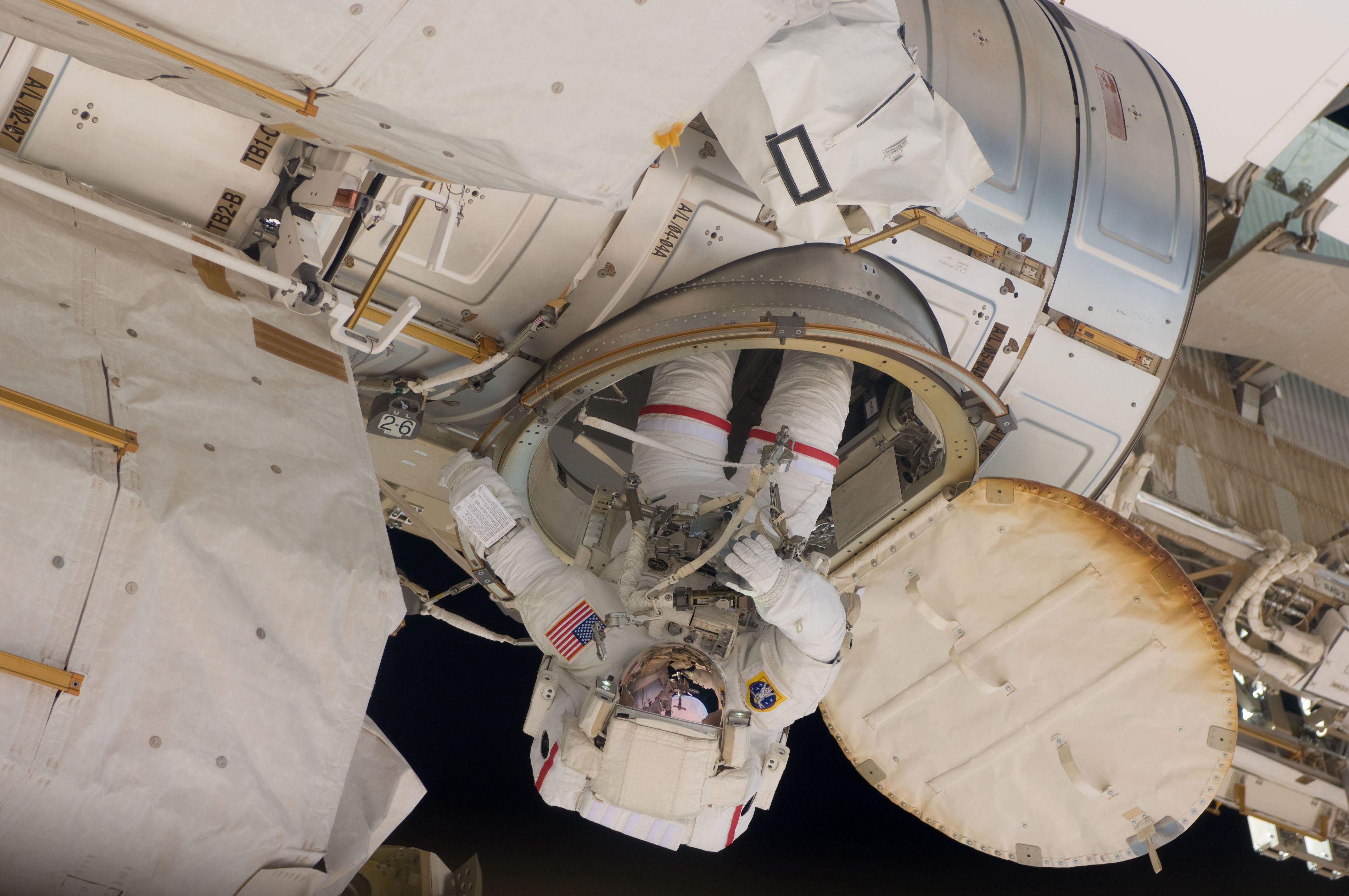
Andrew Feustel, réintègre le sas après une sortie extravéhiculaire.

## Bilan

### Statistiques des utilisations
Courant 2017 la combinaison spatiale EMU avait été utilisée dans le cadre d'une sortie extravéhiculaire à 100 reprises dans sa version de base (exclusivement depuis la Navette spatiale américaine) et 309 fois dans sa version améliorée mise au point pour l'assemblage de la Station spatiale internationale. A titre de comparaison on recense 9 sorties extravéhiculaires effectuées dans le cadre du programme Gemini et 54 dans le cadre du programme Apollo.

### Incidents
|                    | 1980 | 1990 | 2000 | 2010 |
| ------------------ | ---- | ---- | ---- | ---- |
| Température        | 1    | 2    | 1    | 1    |
| Intrusion eau      | 1    |      |      | 5    |
| Dioxyde de carbone |      |      | 3    | 1    |
| Gant endommagé     |      | 1    | 2    |      |
| Gêne visuelle      |      | 2    | 4    | 1    |
| Autres             |      | 1    |      | 1    |

Au cours de ces sorties dans l'espace environ 27 incidents de fonctionnement significatifs ont été répertoriés au cours de 204 utilisations de la combinaison spatiale (situation à 2017 cf tableau ci-contre). Aucun de ces incidents n'a eu d'issue mortelle ou n'a été à l'origine d'une invalidité permanente d'un astronaute mais cinq de ces anomalies ont nécessité l'interruption de la sortie extravéhiculaire. Les incidents les plus fréquents sont la survenue d'une gêne visuelle (brulures, piqures, débris), l'intrusion d'eau dans le casque (sous forme de buée ou liquide), une température inadéquate (trop chaud ou trop froid), un niveau de dioxyde de carbone trop élevé et un gant endommagé. Au cours de l'incident le plus grave qui s'est produit en 2013, entre 1 et 1,5 litres d'eau avait envahi le casque, gênant la respiration de l'astronaute et créant des interférences radio.

### Problèmes de conception
La combinaison spatiale EMU, développée pour le programme de la Navette spatiale américaine, était à l'origine conçue principalement pour gérer des situations de détresse et effectuer des travaux relativement rares dans l'espace comme la maintenance du télescope spatial Hubble (taux d'utilisation faible). Elle était ramenée à chaque fin de mission sur Terre ce qui permettait leur entretien par des techniciens dédiés à cette tache. La création de la Station spatiale internationale et le retrait de la Navette spatiale américaine ont  d'une part modifié en profondeur son utilisation, devenue intensive et nécessitant une grande mobilité (assemblage de la station spatiale), et d'autre part ont imposé un stockage dans l'espace de longue durée et le déport de certaines taches de maintenance désormais réalisées à bord de la station spatiale. Ces changements sont pour tout ou partie à l'origine de quatre types de problèmes qui ont nécessité d'adapter les procédures d'utilisation :
- Pour limiter l'encombrement et la masse, les circuits de régulation thermique (eau) et de ventilation (circuit fermé oxygène) comportent des parties communes ce qui a entrainé à plusieurs reprises des intrusions d'eau dans le casque. Pour réduire ce problème, les techniciens de la NASA ont ajouté dans le casque une éponge permettant d'absorber l'eau ainsi qu'un snorkel permettant à l'astronaute de disposer d'une méthode alternative pour respirer.
- Plusieurs incidents provoqués par des contaminations par des particules ont affecté le sublimateur chargé de refroidir l'eau et le dispositif de séparation chargé d'éliminer l'eau du circuit de ventilation.
- Plusieurs composants de la combinaison spatiale ne respectent pas les règles appliquées en matière de tolérance aux pannes  à bord de la Station spatiale internationale (plus restrictives que celles en vigueur à bord de la Navette spatiale américaine) : deux pannes successives ne doivent pas entrainer la perte de l'équipage ou du vaisseau. Par exemple si le filtre de dioxyde de carbone du PLSS devient inopérant, l'astronaute qui doit alors passer le circuit de ventilation en mode ouvert (pas de recyclage de l'air expiré) ce qui est susceptible d'utiliser sa réserve d'oxygène de secours. Cette procédure impose le retour au sol de la combinaison spatiale pour inspection. L'origine du problème est l'absence de fiabilité du capteur indiquant la durée de vie restante du filtre à dioxyde de carbone.
- La combinaison spatiale n'a pas été conçue pour être entretenue en orbite. Les astronautes sont formés pour réaliser ces opérations de maintenance mais ces tâches réduisent de manière significative le temps qu'ils peuvent consacrer à leurs travaux de recherche.

La combinaison spatiale EMU est à l'origine de plusieurs problèmes affectant la santé des astronautes :
- Pour éviter un accident de décompression, les astronautes sont obligés avant chaque sortie extravéhiculaire de purger leur sang de l'azote contenu. Cette procédure dure de 4 à 12 heures et a permis d'éviter jusqu'à présent (courant 2024) tout accident mais elle est lourde. Cette phase préparatoire pourrait être raccourcie  en augmentant la pression partielle de l'oxygène dans la combinaison spatiale mais l'EMU dans ces conditions ne permet maintenir la mobilité des astronautes en particulier au niveau des mains.
- La combinaison spatiale EMU a dans certains cas de figure du mal à maintenir la température à des valeurs acceptables. Entre 1983 et 2017 cinq incidents significatifs (températures trop basse ou trop élevée) ont été recensés.
- Le torse rigide (HUT) est disponible dans trois tailles pour tenir compte des différentes statures des astronautes. Mais les critères de recrutement des astronautes ont évolué et ces choix ne sont plus adaptés à la diversité des gabarits ce qui interdit toute sortie extravéhiculaires à certains astronautes. Les personnes de petit gabarit peuvent avoir du mal à accéder visuellement aux boutons controlant la combinaison spatiale situés sur le devant de leur torse. Par ailleurs le port du torse rigide induit parfois des blessures aux épaules.
- Les mains sont parties des corps les plus touchées durant les sorties extravéhiculaires : cela va de l'ampoule aux douleurs articulaires. Malgré les modifications apportées aux gants pour améliorer la mobilité, les personnes ayant des mains de petite taille sont particulièrement sujets à ces incidents.
- Une sortie extravéhiculaire nécessite, à cause de la pression de la combinaison spatiale qui la rigidifie, d'effectuer de gros efforts physiques. La combinaison spatiale EMU ne fournit pas les quantités d'eau et de nourriture recommandées pour compenser les pertes en eau et les dépenses en calories. L'astronaute dispose de 0,9 litres d'eau dans sa combinaison, ce qui est inférieur de 1,3 litres à ce que l'astronaute devait absorber durant une sortie d'une durée de 9 à 10 heures (en incluant la phase préparatoire). L'astronaute devrait absorber 200 kilocaries par heure de nourriture, mais la pratique des barres de fruit accessibles dans le casque a été abandonnée à cause de différents problèmes rencontrés (accès dans le casque, temps de préparation, ...).

## État du stock des combinaisons spatiales EMU
Les statistiques qui suivent concernent uniquement les "sac à dos" PLSS dont le remplacement n'est plus envisageable. 18 PLSS ont été fabriqués (17 avec la version de base et 1 lors du développement de la version avancée) puis ont été régulièrement mis à jour pour répondre aux nouveaux besoins ou aux évolutions apportés aux différents composants. Prévues initialement pour être utilisées durant 15 ans leur durée de vie dépasse désormais 45 ans (en 2021). Compte tenu de l'utilisation intensive des combinaisons spatiales et de la nécessité d'en disposer pour maintenir en fonctionnement la Station spatiale internationale, la situation est relativement tendue. En effet en 2017 sur les 18 PLSS fabriqués quatre étaient en permanence à bord de la Station spatiale internationale et 6 avaient été détruites : une durant des tests (2010), une à la suite de la destruction au lancement du vaisseau cargo SpaceX CRS-7 (2015), quatre à la suite de la destruction en vol des navettes spatiales Challenger (1986) et Columbia (2003). Sur les 8 combinaisons spatiales restantes, en 2017 trois étaient utilisées pour les tests de certification et les cinq autres étaient dans différentes phases de réparation ou d'investigation. Le fabrication de nouveaux PLSS n'est pas envisagé compte tenu du cout nécessaire pour reproduire les composants obsolètes (estimé à 200 millions US$ par combinaison spatiale).

## Sucesseur
Une nouvelle combinaison spatiale devait être développée pour les missions du programme Constellation à destination de  la Lune mais les développements sont arrêtés à la suite de l'abandon du programme en 2010. Le programme lunaire est réactivé en 2019 ce qui qui relance les études. L'AxEMU, acronyme de Axiom Exploration Extravehicular Mobility Unit, est la combinaison spatiale développée par la société Axiom sélectionnée par la NASA, que les astronautes du programme Artemis porteront pour se déplacer à la surface de la Lune. L'AxEMU est, contrairement à l'EMU, utilisée pour les sorties extravéhiculaires depuis la Station spatiale internationale), une combinaison spatiale intégrale semi-rigide dans laquelle on entre par une ouverture dans le dos selon la formule utilisée par l'Orlan russe. Elle présente plusieurs innovations portant notamment sur la gestion du risque lié au régolithe lunaire, la fréquence de renouvellement des consommables utilisés pour éliminer le dioxyde de carbone et la capacité à résister aux températures extrêmes rencontrées dans les régions polaires de la Lune (destination des missions Artemis). Développée au cours des décennies 2010 et 2020 par le centre spatial Johnson de la NASA, sa fabrication a été confiée à la société Axiom. Les astronautes devraient inaugurer la nouvelle combinaison au cours de la mission Artemis III prévue vers 2028.

## Galerie

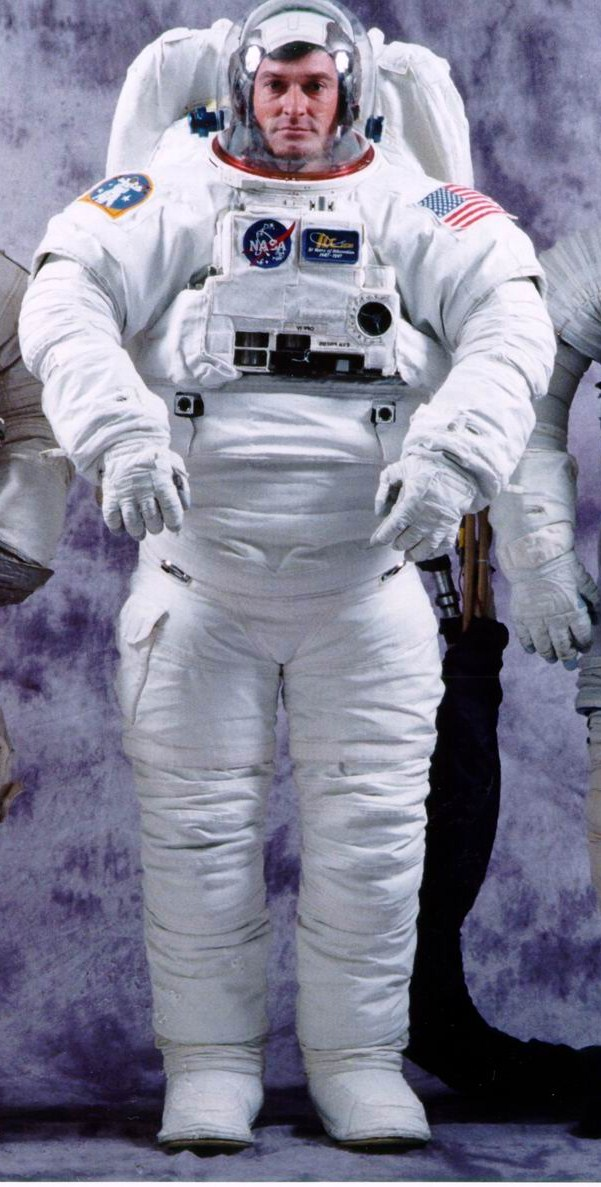
EMU sans EVVA
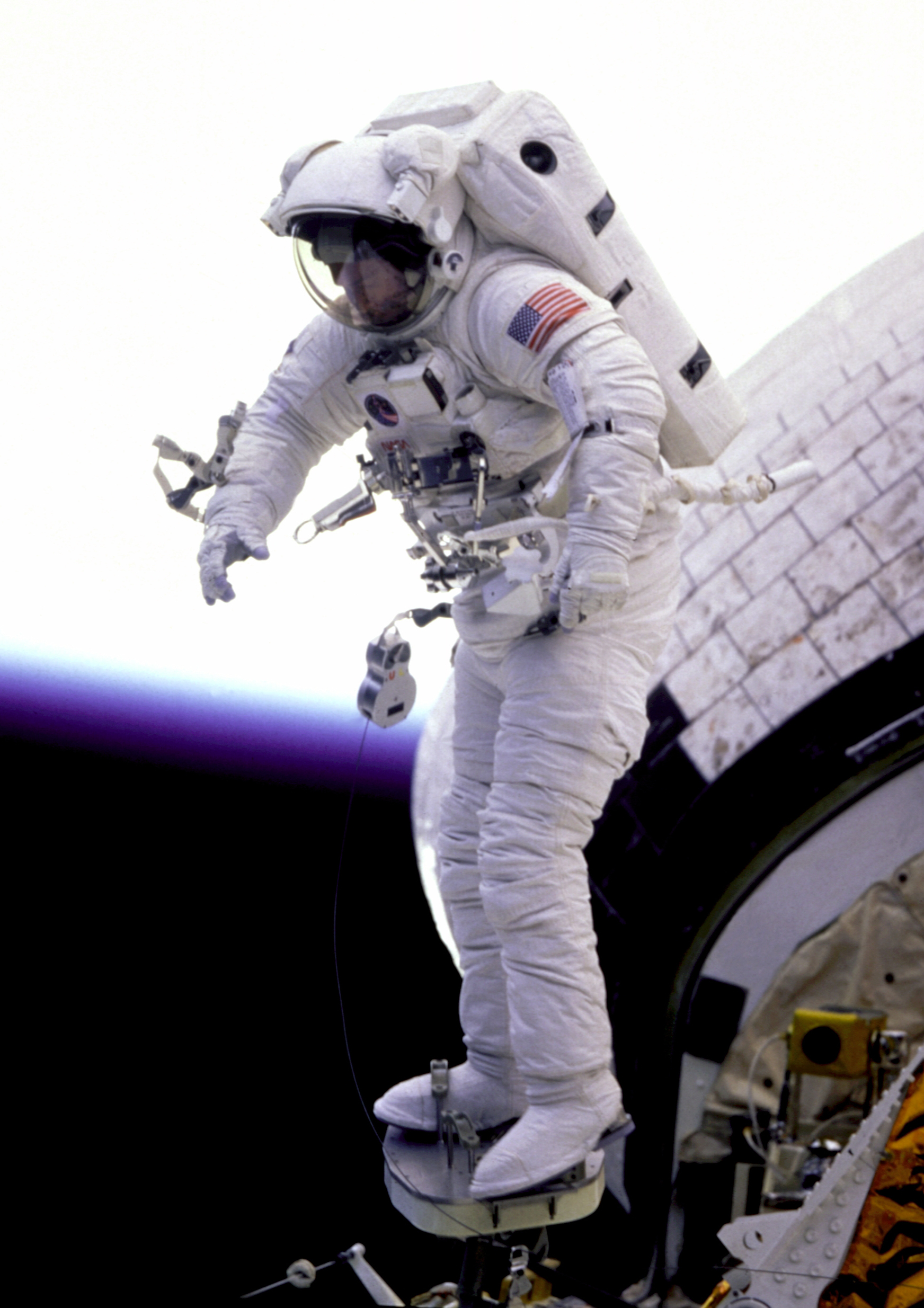
EMU sans caméra de télévision ni SAFER
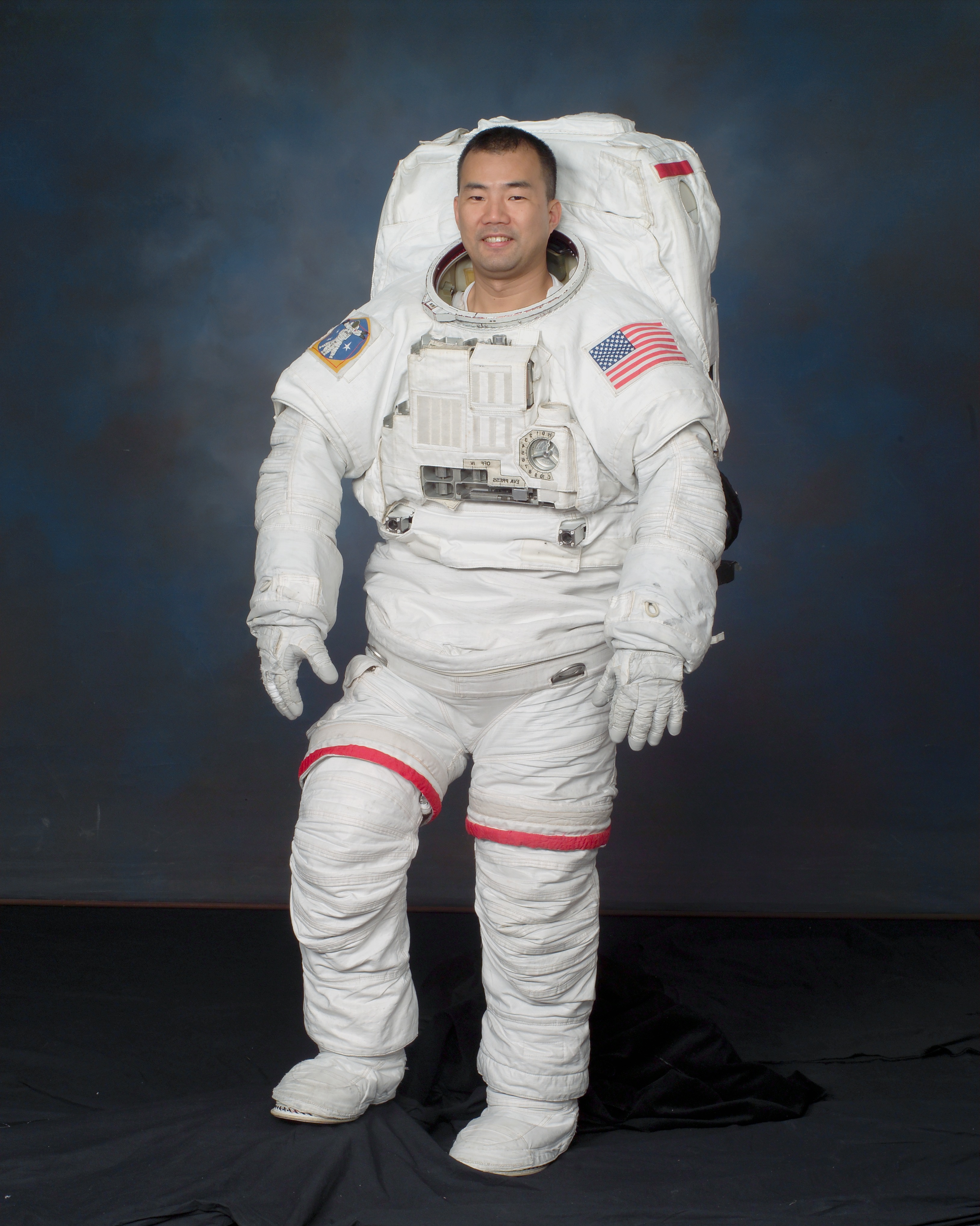
Soichi Noguchi dans sa combinaison
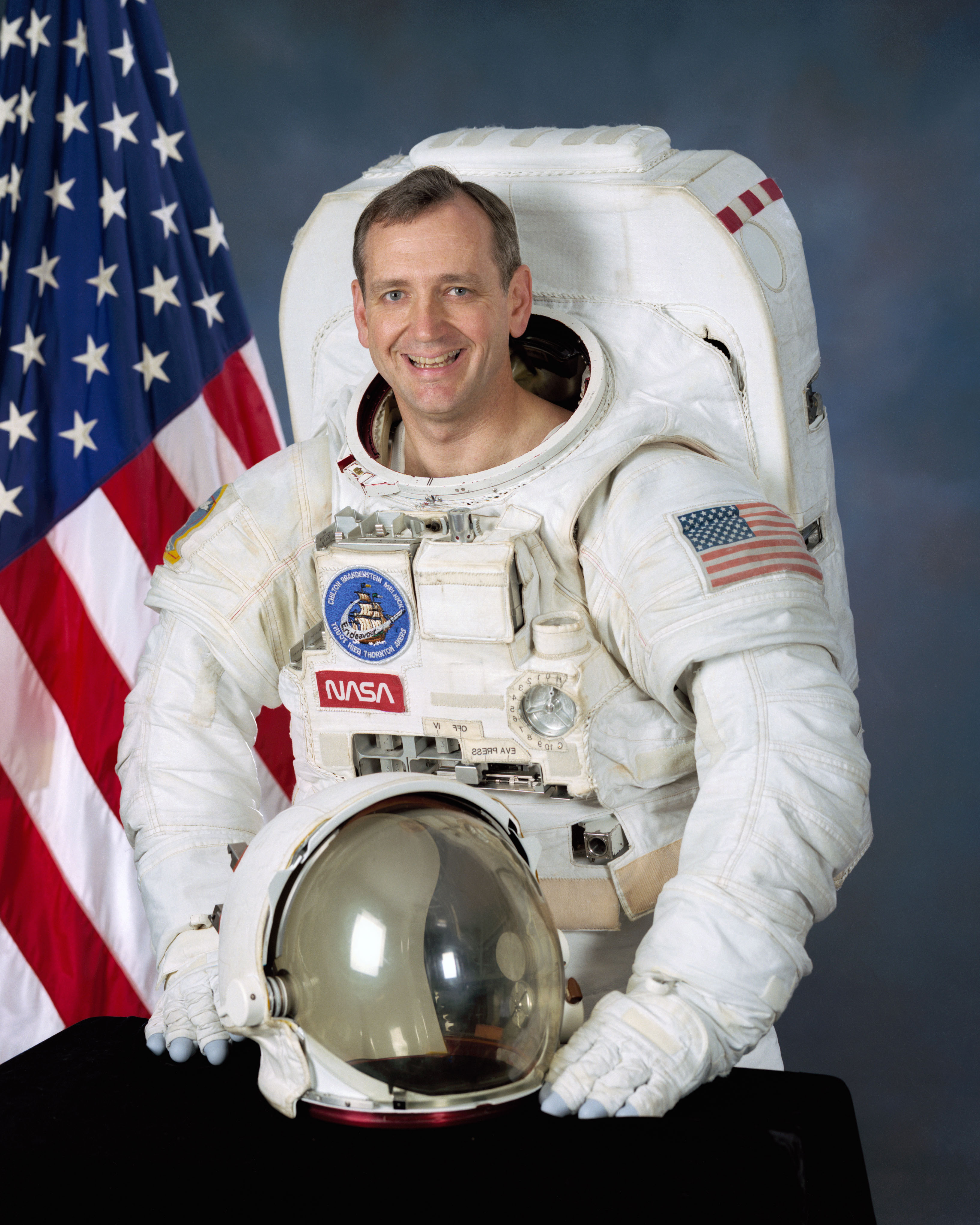
Thomas Akers en EMU